# مصطلحات براءات الاختراع وقانون البراءات
هذه قائمة بالمصطلحات القانونية المتعلقة ببراءات الاختراع وقانون براءات الاختراع. براءة الاختراع ليست حقًا لممارسة أو استخدام الاختراع المدعى به فيها، بل هي حق إقليمي يُمنح لمخترع أو لمن يخلفه قانونيًا، يتيح له استبعاد الآخرين من استغلال الاختراع تجاريًا، مقابل الإفصاح العلني عن الاختراع.

### التخلي عن الطلب Abandonment
يجب على مقدم الطلب الرد على أي إجراء مكتبي خلال مدة زمنية محددة. إذا لم يتم الرد خلال الفترة المحددة، قد يُعتبر الطلب، حسب الاختصاص القضائي، مُتخلى عنه أو مسحوبًا ضمنيًا، وبالتالي لا يعد قيد النظر.

### إجازة البراءة Allowance
تُعتبر البراءة "مُجازة" عندما يقرر فاحصو مكتب البراءات أن طلب البراءة يستوفي المعايير اللازمة من الحداثة والجِدّة والخطوة الابتكارية والجدوى وقابلية التطبيق والفائدة. يُرسل لمقدمي الطلبات إخطاراً بهذه الشهادة، ويكون مكتب البراءات مستعداً لمنح البراءة بمجرد أن يدفع المخترعون أو المتنازل لهم الرسوم المطلوبة واستكمال الوثائق. يُستخدم هذا المصطلح في الولايات المتحدة وبعض الدول الأخرى.

### الرسوم السنوية Annuity fee
هي رسوم تُدفع للحفاظ على سريان البراءة أو طلب البراءة. تُعرف أيضًا بـ"رسوم الصيانة" أو "رسوم التجديد".

### طلب براءة اختراع Application
طلب الحصول على براءة اختراع، أو طلب البراءة، هو طلب يُقدمه شخص أو شركة إلى السلطة المختصة (عادةً مكتب براءات الاختراع) لمنحهم براءة اختراع. وبالتالي، يشير مصطلح طلب البراءة أيضًا إلى محتوى الوثيقة التي قدمها ذلك الشخص أو الشركة لبدء عملية تقديم الطلب. تحتوي هذه الوثيقة عادةً على وصف للاختراع وعلى الأقل مطالبة واحدة تُستخدم لتحديد نطاق الحماية المطلوب.

### طلب في الخارج Application abroad
هو طلب يُقدمه مقيم في بلد/ولاية قضائية معينة إلى مكتب براءات في بلد/ولاية قضائية أخرى. على سبيل المثال، طلب براءة يُقدمه شخص مقيم في فرنسا إلى مكتب براءات الاختراع الأمريكي (USPTO) يُعتبر "طلبًا في الخارج" من منظور فرنسا. يُشبه مفهوم "الطلب في الخارج" مفهوم "الطلب من غير المقيمين"، الذي يصف طلب براءة استقبلته هيئة ملكية فكرية من مقدم طلب يقيم في بلد تمثله هيئة ملكية فكرية أخرى.

### إعلان آرو Arrow declaration
إعلان يُطلب من المحكمة ينص على أن المنتج المزمع إطلاقه كان قديماً أو بديهياً في تاريخ معين، بحيث لا يمكن للمنتج أن يتأثر ببراءة اختراع تُمنح لاحقاً والتي ستفتقر بدورها إلى الحداثة أو الخطوة الإبتكارية.

### الاغلاق الحكمي للإحالة Assignor estoppel
في قانون براءات الاختراع في الولايات المتحدة الأمريكية، هو مبدأ إغلاق حكمي منصف وعادل يمنع بائع البراءة (المتنازل) من الطعن في صحة البراءة إذا تبين أنه انتهكها في وقت لاحق.

### شهادة المؤلف Author’s certificate
شكل من أشكال الاعتراف بالمخترع كان متاحًا سابقًا في الاتحاد السوفيتي وعدد من الدول الاشتراكية. وتُعرف أيضًا بـ"شهادة المخترع".

### نظام التشعب Bifurcation system
نظام قانوني تبت فيه محاكم مختلفة في قضايا التعدي وانتهاك البراءات وصلاحية البراءات. النظام القانوني الألماني مثال على ذلك، حيث تتعامل محاكم المقاطعات الإقليمية مع قضايا التعدي على البراءات، بينما تنظر المحكمة الفيدرالية/الاتحادية للبراءات Bundespatentgericht في صلاحية البراءات.

### الكفاية البيوجينية Biogen sufficiency
مفهوم في القانون البريطاني ينص على أنه إذا كان "مدى الاحتكار المُطالب به [في براءة الاختراع] يتجاوز المساهمة التقنية التي يقدمها الاختراع في المجال كما هو موضح في المواصفات"، يمكن إلغاء البراءة بسبب عدم كفاية الكشف والإفصاح. ينبثق هذا المفهوم من القرار بيوجين ضد ميديفا الصادر عن مجلس اللوردات في 31 أكتوبر 1996.

### الاحتفاظ والتخلّي Catch and release
الممارسة التي تقوم بها شركة مالكة لبراءات اختراع بشراء براءة، وعرض ترخيصها على أعضائها، ثم بيعها أو التبرع بالبراءة بعد فترة زمنية معينة.

### تاريخ الإيداع Filing Date
تاريخ إيداع طلب براءة الاختراع هو التاريخ الذي يُقدّم فيه طلب البراءة وإيداعه في مكتب أو أكثر من مكاتب براءات الاختراع، أي التاريخ الذي يُقبل فيه هذا الطلب قانونياً في مكتب البراءات. وعادةً ما يكون هذا التاريخ هو تاريخ إيداع المستندات في المكتب، ولكنه قد يكون لاحقًا إذا كانت هناك عيوب في المستندات. انظر أيضًا: حق الأولوية.